# Polyscias florosa
Polyscias florosa är en araliaväxtart som beskrevs av William Raymond Philipson. Polyscias florosa ingår i släktet Polyscias och familjen Araliaceae. Inga underarter finns listade.